# Moneta
Moneta era el lloc on s'encunyava moneda a l'antiga Roma.
A Roma ciutat es feia a un edifici del Capitoli, al temple de Juno Moneta; l'edifici es va construir al lloc on va tenir la casa Manci Capitolí. El primer romà que va emetre moneda fou el rei Servi Tul·li que va gravar a les monedes un animal i d'això va derivar pecunia.
Durant la república la fabricació de moneda es va encarregar a uns magistrats anomenats triumviri monetales potser introduïts vers el 269 aC. Amb Juli Cèsar el nombre de triumvirs monetales (que lògicament eren tres) va passar a quatre. Encara que l'estat emetia moneda cada ciutadà tenia el dret de fabricar monedes de plata i or, però a la fàbrica estatal i sota vigilància dels seus oficials.
El 90 aC el tribú Livi Drus va suggerir rebaixar les monedes de plata amb un octau de coure i això va fer que molta gent tingués interès a fabricar monedes i el 86 aC ja no se sabia si una moneda era autentica o rebaixada; la falsificació de moneda va començar a ser castigada i va arribar a estar inclòs entre els delictes de majestas. Les monedes romanes eren encunyades a Roma i a altres ciutats d'Itàlia; també es feien monedes a les províncies i als regnes clients, i encara conservaven el dret d'encunyació en temps de l'Imperi, però sovint foren obligades a tenir el cap de l'emperador (o algun familiar) gravat. Les monedes d'or i plata només eren fabricades a les ciutats principals. Quan Itàlia va rebre la ciutadania tota la península va usar les monedes romanes i va perdre el dret d'encunyar monedes pròpies. Els ciutadans podien encunyar les seves monedes però ja no podien gravar la seva imatge. Sul·la no va gosar a fer monedes amb la seva cara però després aquest privilegi fou concedit a Cèsar i el seu exemple fou seguit d'altres com Sext Pompeu; els emperadors van assolir el dret de posar la seva imatge i les dels seus parents a les monedes.
Amb August el privilegi d'encunyar monedes d'or i plata va passar a l'emperador i el senat només va poder encunyar monedes de coure. Progressivament les colònies i províncies van deixar de fer la moneda pròpia (al llarg del segle i a la part occidental). Amb Gal·liè l'encunyació de totes les monedes va passar a l'emperador però hi havia diverses fàbriques a tot l'Imperi on es fabricava la moneda sota la vigilància de qüestors i procònsols i llavors les monedes locals van desaparèixer també a la part oriental, Amb Aurelià hi havia nombroses fàbriques que feien moneda imperial i després d'aquesta època es van crear unes magistratures encarregades: els procuratores monetae o praepositi monetae. Els treballadors de les fabriques es deien monetarii i generalment eren lliberts.
A Grècia cada ciutat era un estat independent i tenia dret d'emetre moneda pròpia. A Esparta i Bizanci es diu que es va fer inicialment moneda de ferro però no s'ha trobat cap exemplar, La fàbrica d'Atenes era l'argyrocopeion i els oficials encarregats no són esmentats en cap font; almenys algunes ciutats de l'Àtica tenien dret també a encunyar moneda. Les monedes d'or i plata àtiques eren sempre molt pures i només fou rebaixat el metall el 407 o 406 aC; els individuals no podien encunyar moneda (estava castigat amb pena de mort).
___
Moneta, "la que adverteix", era també el sobrenom de la deessa Juno tal com es venerava al temple que tenia a la part nord del Capitoli, a Roma. Se l'anomenava així perquè quan va tenir lloc la invasió dels gals (390 aC) les oques sagrades que es criaven prop d'aquell santuari van donar l'avís d'alarma amb els seus crits, quan els enemics estaven a punt d'ocupar per sorpresa un turó en un atac nocturn. El Temple de Juno Moneta era al lloc de la casa de Manci Capitolí, el defensor del Capitoli, casa que havia estat enderrocada quan va ser condemnat a mort perquè se sospitava que volia reinstaurar la monarquia. El temple es feia servir per encunyar moneda. S'explicava que durant la guerra de Pirros, els romans, que temien que se'ls acabessin els diners, havien demanat consell a Juno. La deessa els va dir que mai no els faltarien si feien les seves guerres d'acord amb la justícia. Per agrair aquell consell, es va acordar que l'encunyació de moneda es fes sota els auspicis de la deessa.